# 卡达拉舍

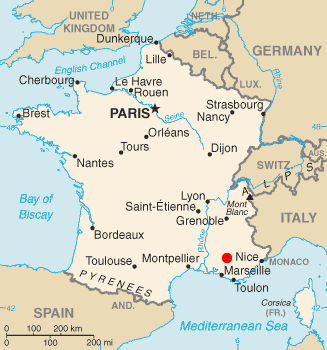
卡达拉舍的位置（红点标记）在法国南部。

卡达拉舍（英語：Cadarache）设施是专门从事核能研究的一个法国科研中心。它坐落在法国普罗旺斯-阿尔卑斯-蓝色海岸大区罗讷河口省迪朗斯河畔圣保罗，位于马赛市的东北部约60（37英里） 。自法国总统戴高乐于1959年推出了法国的原子能计划，卡达拉舍一直是一个核研究中心。该中心是由法国原子能和替代能源委员会（CEA）运营。
2005年，卡达拉舍被选定为世界上最大的核聚变反应堆国际热核聚变实验反应堆（ITER）的地点。国际热核聚变实验反应堆复合体的建设始于2007年，并预计在2020年开始产生等离子体的操作。卡达拉舍还有一些研究反应堆，例如朱尔·霍罗威茨反应堆，预计2016年左右进入运行。

## 设施

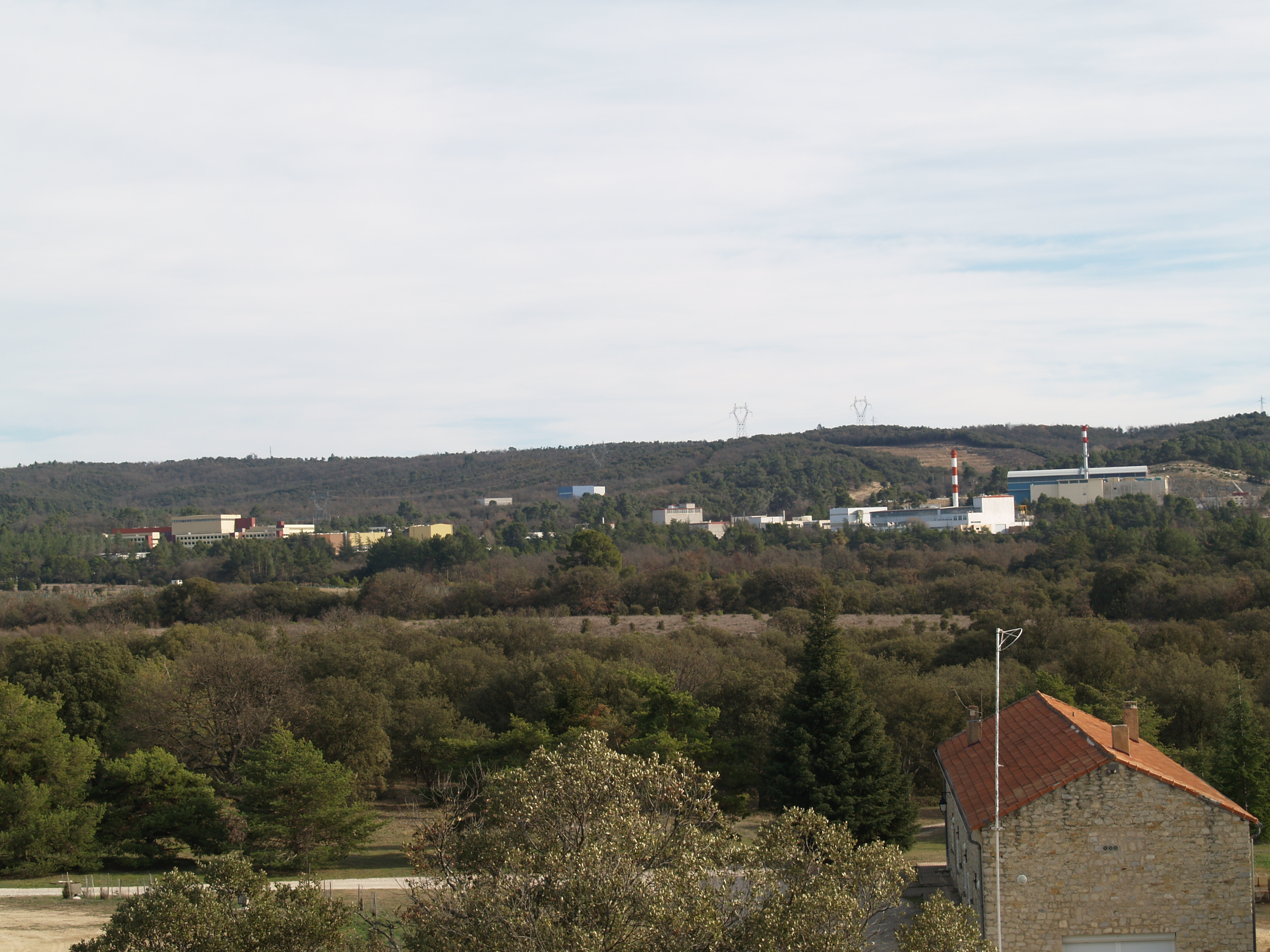
卡达拉舍设施, 于2008年。

卡达拉舍设施是欧洲最大的核研究基地之一，设立有21个固定的核设施，包括反应堆，废物储存和回收设施以及研究中心。它雇员超过4500人，约有350名学生和外国合作者在设施的实验室进行研究。
在卡达拉舍最引人注目的核设施之一，是实验性核聚变托卡马克设施国际热核聚变实验反应堆（ITER），预计将在2020年完成。当它在2020年中期到后期开始运作，ITER是有希望成为第一个大规模核聚变反应堆，它产生比被用于启动其聚变反应消耗能量更多的能量。其他在卡达拉舍的核装置包括Tore SUPRA托卡马克 - 是ITER的一个前身；和朱尔·霍罗威茨反应堆，一个100兆瓦研究反应堆，它是计划在2016年开始运行。

## 地震风险
卡达拉舍坐落在普罗旺斯地区艾克斯-迪朗斯河地震断层，而且靠近另一个断层特雷瓦雷斯山脉（Trévaresse）。艾克斯-迪朗斯河断层曾于1909年造成法国最严重的地震记录1909年普罗旺斯大地震。在2000年的报告中，法國原子能安全委員會规定在卡达拉舍六个设施因为不符合抗震建设标准而关闭；一份类似的报告是由法国核安全机构于1994年发表。到2010年，有三个设施已被关闭，其余三个设施到2015年关闭。